# Marie Vaislic
Marie Vaislic, née Rafalovitch le 11 juin 1930 à Toulouse et morte le 1er mai 2025 dans la même ville, est une survivante française des camps de concentration de Ravensbrück et Bergen-Belsen et, à partir des années 2000, une passeuse de mémoire de la Shoah.

## Biographie

### Famille et origines
Marie Rafalovitch est née en 1930 à Toulouse de parents juifs polonais immigrés en France et devenus vendeurs ambulants sur les marchés après une tentative d'installation en Palestine mandataire.

### Arrestation et déportation
Elle a 14 ans lorsque le 25 juillet 1944, elle est arrêtée à Toulouse, trois semaines avant la libération de la ville,. Dénoncée par un voisin, alors qu'elle ignorait elle-même qu'elle était juive, Marie Rafalovitch est arrêtée par un milicien français et un membre de la Gestapo dans la cour de son immeuble. 
Enfermée avec des familles juives raflées, elle est déportée en Allemagne par le convoi qui part de la gare Raynal le 30 juillet 1944. Le train arrive au camp de femmes de Ravensbrück le 9 août 1944.
Son jeune âge lui permet d’échapper au travail forcé. Confrontée au terrible sort réservé aux prisonnières du camp, elle est particulièrement marquée par la mort d'une petite fille de trois mois puis de la mère de celle-ci.
À l’approche des Alliés, Ravensbrück est évacué et les détenus transférés vers le camp de Bergen-Belsen : « Quand je suis arrivée à Bergen-Belsen, Ravensbrück m’est apparu comme une sorte de paradis ».
Elle est libérée le 15 avril 1945 par l'armée britannique.
En 1951, Marie épouse Jean Vaislic, Juif polonais également rescapé des camps d'Auschwitz-Birkenau et de Buchenwald.

### Témoin de la Shoah
À partir des années 2000, Marie Vaislic commence à témoigner de son expérience concentrationnaire dans les collèges, les lycées et les ambassades. Sa volonté de témoigner se renforce à la suite de la venue de Serge Klarsfeld à Toulouse en 2007 dont elle n'a pas été prévenue ; ce dernier était venu inaugurer une plaque commémorant le convoi parti de la gare Raynal le 30 juillet 1944, dans lequel elle se trouvait.
En 2014, elle publie un premier témoignage sous le titre Seule à quatorze ans à Ravensbrück et Bergen-Belsen, ouvrage dans lequel elle insiste sur la présence obsessionnelle de la mort.
Son témoignage est notamment recueilli par le musée départemental de la Résistance et de la Déportation de Toulouse et le Mémorial de la Shoah.
En 2024, alors qu'elle est l’une des dernières survivantes de la Shoah et souhaite lutter contre l'oubli, elle publie Il n'y aura bientôt plus personne.
Elle meurt le 1er mai 2025 au matin à la clinique Pasteur de Toulouse (Haute Garonne) des suites d'une longue maladie.

## Décorations
- Chevalière de la Légion d'honneur (2016)[1]
- Commandeur de l'ordre des Palmes académiques (2024)[7]

## Publications
- Seule à quatorze ans à Ravensbrück et Bergen-Belsen, Paris, Le Manuscrit, 2014, 199 p. (ISBN 978-2304044881)
- Il n'y aura bientôt plus personne, Paris, Grasset, 2024, 144 p. (ISBN 978-2246836483)